# Khatuna Lorig
Khatuna Lorig ou Khatuna Kvrivishvili-Lorig (née Khatouna Kvrivichvili le 1er janvier 1974 à Tbilissi en RSS de Géorgie) est une archère soviétique, géorgienne puis américaine.

## Biographie
Khatuna Lorig participe à cinq jeux olympiques d'été. Elle représente trois pays différents : l'équipe unifiée lors des jeux de Barcelone en 1992, compétition où elle remporte une médaille de bronze lors des compétitions par équipes, la Géorgie aux jeux d'Atlanta et à ceux de  Sydney en 2000 et les États-Unis lors des jeux de Pékin en 2008 et de Londres en 2012.
Elle a entraîné Jennifer Lawrence à tirer à l'arc pour le rôle de Katniss Everdeen dans la saga Hunger Games.

## Palmarès
- Jeux olympiques
  -  Médaille de bronze à l'équipe femme aux Jeux olympiques d'été de 1992 à Barcelone.